# Transição do Mac para Apple Silicon
A transição do Mac para o Apple Silicon é o processo planejado para dois anos de introdução do processador Apple Silicon baseado em ARM64 para substituir o x86-64 da Intel na linha de computadores Macintosh da Apple . O CEO Tim Cook anunciou o plano em seu discurso principal da WWDC em 22 de junho de 2020.
Esta é a terceira vez que a Apple migra o Macintosh para uma nova arquitetura de conjunto de instruções (ISA). A primeira foi a mudança da arquitetura original da série Motorola 68000 do Mac para a nova plataforma PowerPC em 1994, e a segunda foi a transição de PowerPC para Intel x86, que foi anunciada formalmente em junho de 2005.
A Apple utilizou a arquitetura ARM pela primeira vez em 1993 em seu assistente digital pessoal Newton e, desde então, a implantou amplamente em outras linhas de produtos, incluindo iPhone, iPad, iPod e Apple Watch . A Apple desenvolveu seus próprios chips ARM personalizados desde 2009.

## Contexto

### Envolvimento inicial com ARM
Em 1990, a Acorn Computers tornou a Apple o primeiro usuário terceirizado significativo de sua arquitetura ARM, no assistente digital pessoal Newton. O negócio levou o projeto ARM para a entidade legal separada ARM Holdings, na qual a Apple obteve uma participação de 43%, e ARM foi renomeado de "Acorn RISC Machine" para "Advanced RISC Machines".

### Transição de PowerPC para Intel

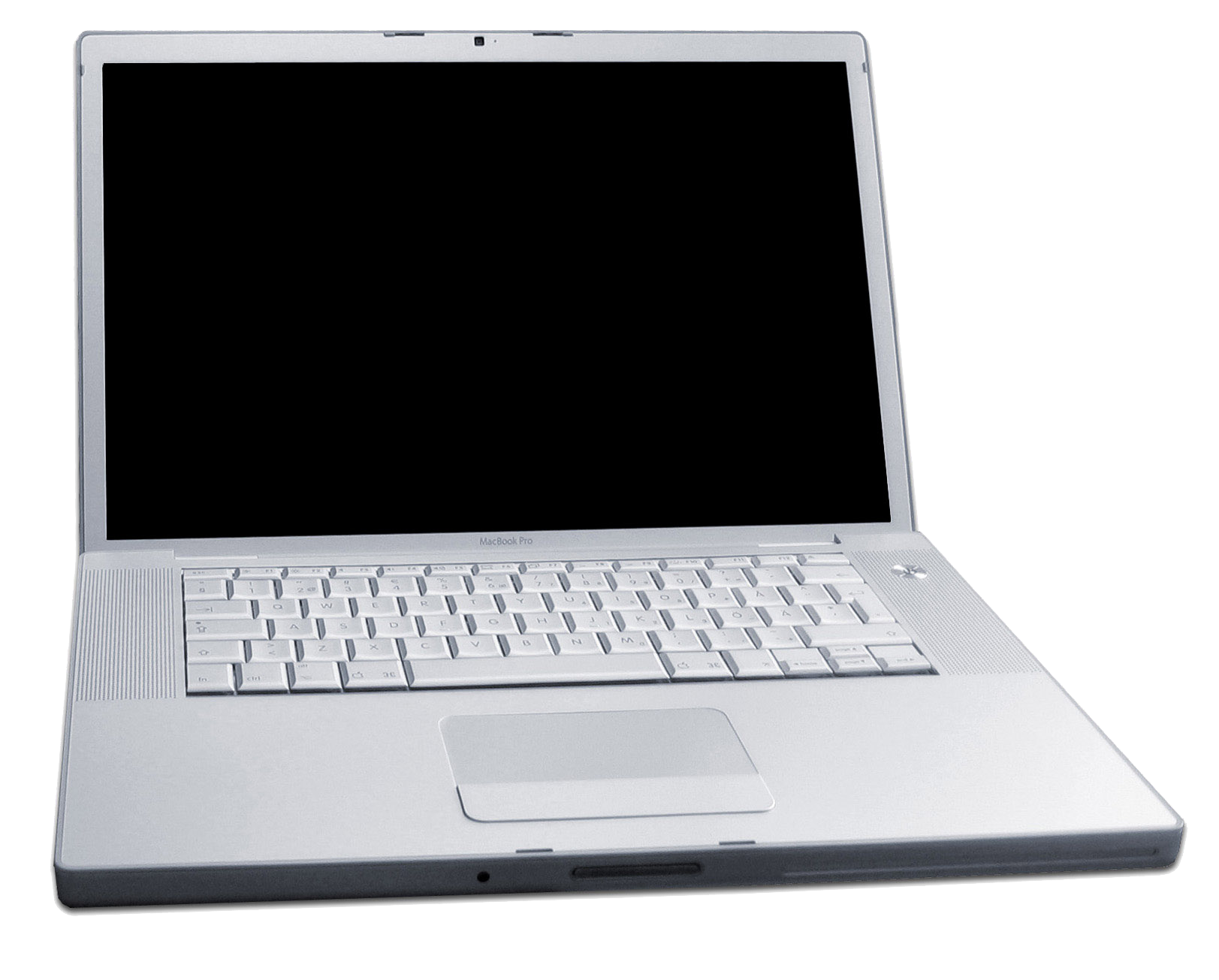
Um MacBook Pro de primeira geração de 2006, um dos primeiros computadores Mac a apresentar um processador Intel em vez de um processador PowerPC.

Desde a transição da Apple de 2005–2006 para os processadores Intel, todos os computadores Macintosh têm usado a arquitetura de CPU x86 da Intel. Durante seu discurso de abertura no WWDC de 2005, Steve Jobs observou que os processadores baseados em Intel superaram os processadores PowerPC da IBM em termos de consumo de energia e que se a Apple continuasse a confiar na tecnologia PowerPC, não seria capaz de construir os futuros Macs que imaginou, incluindo estações de trabalho de alto desempenho e laptops avançados para um mercado de laptop em rápido crescimento: "Ao olharmos para o futuro, podemos imaginar alguns produtos incríveis que queremos construir… E não sabemos como construí-los com o futuro roteiro do PowerPC. "  Em junho de 2006, apenas os computadores de mesa e servidores de última geração da Apple ainda usavam processadores PowerPC. A transição de hardware foi concluída quando os computadores Mac Pro e Xserve baseados em Intel foram anunciados em agosto de 2006 e enviados no final do ano.
A Apple encerrou o suporte para inicialização no PowerPC a partir do Mac OS 10.6 "Snow Leopard"  em agosto de 2009, três anos após a transição ser concluída. O suporte para aplicativos PowerPC via Rosetta foi retirado do macOS no 10.7 "Lion"  em julho de 2011, cinco anos após a conclusão da transição.

### Desenvolvimento de processador

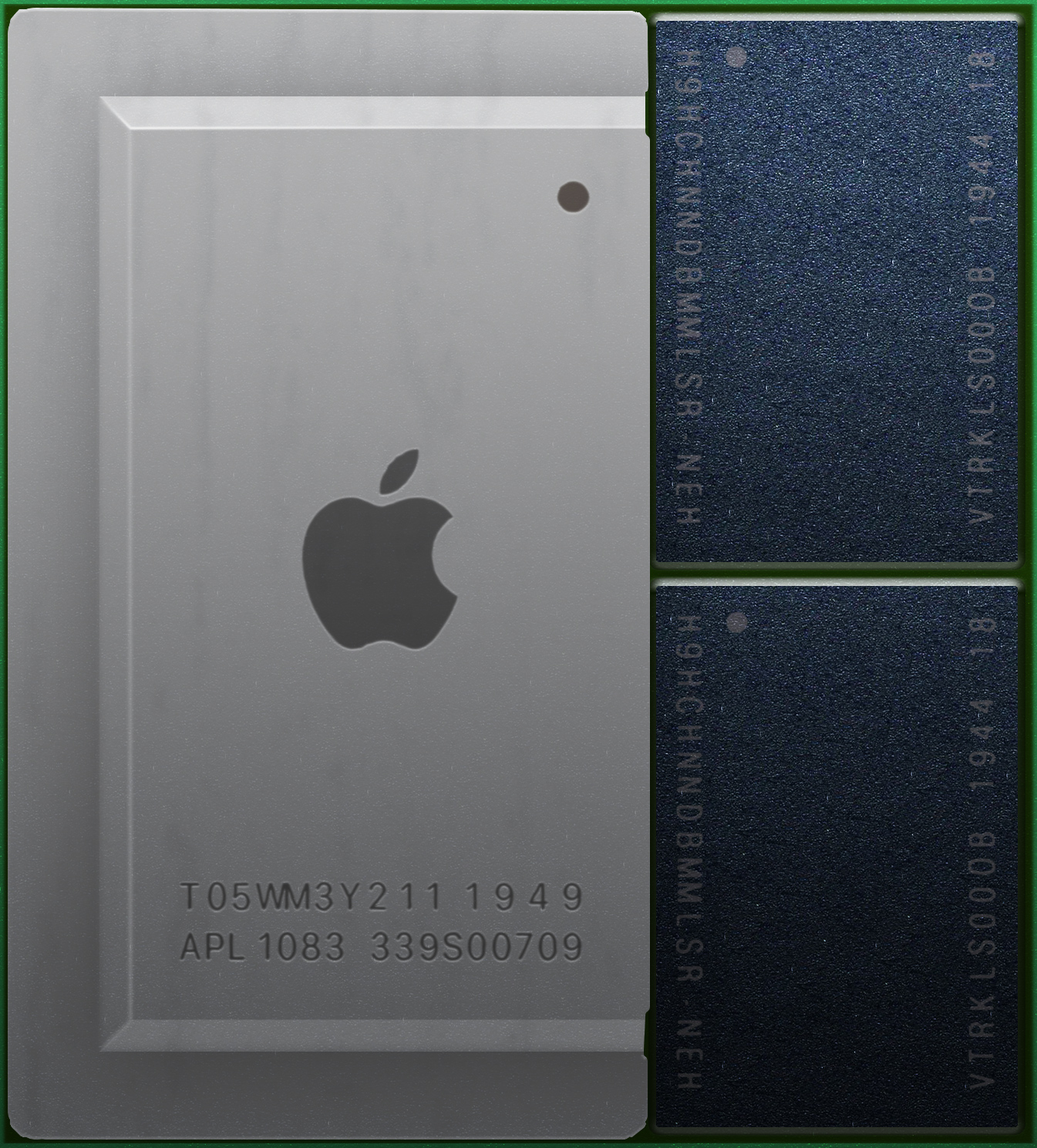
Uma ilustração do processador Apple A12Z.

Em 2009, a Apple comprou a empresa de processadores PA Semi por US$278 milhões. Na época, foi relatado que a Apple comprou a PA Semi por sua propriedade intelectual e talento em engenharia. O CEO Steve Jobs afirmou mais tarde que a PA Semi desenvolveria systems-on-a-chip para iPods e iPhones da Apple. A Apple lançou então uma série de produtos com seus próprios processadores.
Rumores de que a Apple mudaria o Macintosh para processadores ARM personalizados começaram a circular em 2011, quando a SemiAccurate previu que isso aconteceria em meados de 2013. Em 2014, MacRumors relatou que a Apple estava testando um protótipo Mac baseado em ARM com um grande Magic Trackpad. Em 2018, a Bloomberg relatou que a Apple estava planejando usar seus próprios chips baseados na arquitetura ARM a partir de 2020.
Nos últimos anos, relatos da mídia documentaram as frustrações e desafios da Apple com o ritmo e a qualidade do desenvolvimento de tecnologia da Intel. A Apple supostamente teve problemas com modems Intel para iPhones em 2017 devido a problemas técnicos e prazos perdidos. Enquanto isso, um relatório de 2018 sugeriu que problemas com chips Intel levaram a um redesenho do MacBook. Em 2019, a Apple culpou a escassez de processadores Intel pelo declínio nas vendas de Macs.
Em 2020, o processador Apple A12X usado no iPad Pro 2018 correspondia aproximadamente ao desempenho do processador Core i7 da Intel usado no MacBook Pro na época.
Nos meses e semanas que antecederam o WWDC da Apple em 2020, vários relatos da mídia anteciparam um anúncio oficial da transição durante o evento.

## Transição para Apple Silicon
A Apple anunciou seus planos de transição da plataforma Macintosh para o Apple Silicon em uma série de apresentações WWDC em junho de 2020. Espera-se que toda a transição da linha de produtos Macintosh leve "cerca de dois anos", com os primeiros Macs baseados em ARM a serem lançados até o final de 2020. Discurso semelhante foi usado durante a transição da Apple de 2005–2006 para a Intel, e essa transição levou cerca de um ano e meio.
Todos os aplicativos originais incluídos no lançamento do macOS Big Sur são compatíveis com as arquiteturas x86-64 e ARM. Outros aplicativos também estão sendo feitos de plataforma dupla, incluindo pacotes de software proeminentes como Adobe Photoshop, Final Cut Pro e Microsoft Word .
Para permitir que o software x86 nativo seja executado em novos Macs baseados em ARM, o software de tradução binária dinâmica Rosetta 2 é integrado de forma transparente no macOS Big Sur. O binário universal 2 permite aos desenvolvedores de aplicativos oferecer suporte a x86-64 e ARM64 .
Para facilitar o desenvolvimento de software para futuros Macs baseados em ARM, um protótipo de Mac baseado em ARM será emprestado aos desenvolvedores de aplicativos para fins de teste. Este Developer Transition Kit é um hardware iPad Pro modificado significativamente dentro de um case do Mac mini .
O ex-engenheiro principal da Intel, François Piednoël, admitiu que a garantia de qualidade "anormalmente ruim" da Intel em seus processadores Skylake nos três anos anteriores, tornando a Apple "o arquivador número um de problemas na arquitetura", é um dos fatores determinantes na decisão da Apple de migrar. O CTO da Intel, Mike Mayberry, rebateu que problemas de garantia de qualidade podem surgir em grande escala de qualquer fornecedor de CPU.
Em uma entrevista logo após o anúncio da transição, o engenheiro de software sênior da Apple Craig Federighi elogiou o desempenho do Developer Transition Kit (DTK), o protótipo do Mac baseado em ARM da Apple: "Mesmo aquele hardware DTK, que está rodando em um chip existente do iPad que não pretendemos colocar em um Mac no futuro — ele está lá apenas para a transição —, o Mac funciona muito bem nesse sistema. Não é uma base para julgar futuros Macs… mas dá uma ideia do que nossa equipe de silício pode fazer quando eles nem estão tentando — e eles vão tentar. " 

## Impacto
A transição pode permitir que a Apple corte os custos dos componentes, porque não precisará mais adquirir CPUs caras de fornecedores externos.

### Intel
Fontes estimaram um impacto negativo modesto na receita da Intel no curto prazo, já que a Apple é responsável por 2–4% das vendas anuais da Intel, e apenas 6,9–12% do mercado de PC nos Estados Unidos da América  e 7% globalmente. Especulações de longo prazo cogitaram a possibilidade de que a transição poderia levar outros fabricantes de PC a reavaliar sua dependência da arquitetura x86 da Intel, já que os Macs costumam ser considerados como definidores de tendências na indústria de computação pessoal.

### Desenvolvedores
Como os aplicativos criados para rodar na plataforma iOS serão capazes de rodar nativamente em Macs com ARM, a Apple espera que a simplificação do software e hardware torne mais fácil para os desenvolvedores construir aplicativos que funcionem em toda a gama de dispositivos da Apple.

### Usuário final
A transição pode levar a laptops Mac mais finos e mais leves no futuro, devido à vantagem de eficiência de energia que os processadores da Apple têm sobre os da Intel.
Os aplicativos criados para a plataforma iOS serão capazes de rodar nativamente em Macs equipados com ARM, aumentando substancialmente a amplitude do software disponível para a plataforma Macintosh.
A transição para o Apple Silicon proprietário poderia restringir severamente ou até mesmo eliminar totalmente os computadores "Hackintosh", em que amadores fazem o macOS rodar em hardware de PC comum, violando as restrições de licença do sistema.
O Boot Camp software, que permite Intel baseados em Macs para rodar nativamente o Microsoft Windows em um Apple com suporte a dual boot, não será implementada nos próximos Macs baseados em Apple Silicon. Em junho de 2020, a Apple afirmou que "não tem planos de inicialização direta no Windows" em computadores Macintosh baseados em ARM . O vice-presidente sênior de Engenharia de Software da Apple, Craig Federighi, sugeriu que a tecnologia de virtualização é uma alternativa viável: "O caminho é puramente a virtualização… Os hipervisores podem ser muito eficientes, então a necessidade de inicialização direta não deve ser a preocupação. "  A Microsoft não comentou se estenderia sua licença do Windows baseada em ARM para além das pré-instalações OEM .

## Recepção
Como no caso após o anúncio da Apple em 2005 de seu plano de transição para processadores baseados em Intel, houve quem levantasse preocupações – e também quem as rejeitasse – sobre a Apple potencialmente sofrer como resultado do anúncio o efeito Osborne, pelo qual a demanda do consumidor cairia devido ao conhecimento público avançado de obsolescência. A Wired expressou ceticismo de que os designers da Apple possam elevar processadores relacionados a smartphones ao desempenho de um Mac Pro, e questionou a verdadeira duração do suporte para binários Intel em Macs baseados em ARM  sob o vago compromisso da Apple de fazer isso "nos próximos anos "  Em uma nota positiva, Lauren Giret observou que a Apple pode "ter sucesso onde a Microsoft falhou" devido à "forte integração" da Apple de hardware e software, e uma vasta coleção de aplicativos que já podem ser executados na nova plataforma.